# IAAF World Athletics Tour 2008
Lo IAAF World Athletics Tour 2008 è stata la III edizione del circuito di meeting internazionali di atletica leggera denominato IAAF World Athletics Tour, ed organizzato dalla IAAF. I meeting si sono disputati dal 28 settembre 2007 sino alla IAAF World Athletics Final del 14 settembre 2008 tenutasi a Stoccarda in Germania.

## Calendario
Il World Athletics Tour 2008 si è sviluppato in 26 appuntamenti nei 5 continenti, inclusa la finale.